# Fort Atkinson (Wisconsin)
Fort Atkinson és una població dels Estats Units a l'estat de Wisconsin. Segons el cens del 2000 tenia 11.621 habitants.

## Demografia
Segons el cens del 2000, Fort Atkinson tenia 11.621 habitants, 4.760 habitatges, i 3.070 famílies. La densitat de població era de 832,4 habitants per km².
Dels 4.760 habitatges en un 31,4% hi vivien nens de menys de 18 anys, en un 52,2% hi vivien parelles casades, en un 9,2% dones solteres, i en un 35,5% no eren unitats familiars. En el 29,4% dels habitatges hi vivien persones soles el 12,7% de les quals corresponia a persones de 65 anys o més que vivien soles. El nombre mitjà de persones vivint en cada habitatge era de 2,4 i el nombre mitjà de persones que vivien en cada família era de 2,96.
Per edats la població es repartia de la següent manera: un 24,2% tenia menys de 18 anys, un 8,6% entre 18 i 24, un 30,9% entre 25 i 44, un 21,8% de 45 a 60 i un 14,5% 65 anys o més.
L'edat mediana era de 36 anys. Per cada 100 dones de 18 o més anys hi havia 90,6 homes.
La renda mediana per habitatge era de 43.807$ i la renda mediana per família de 51.689$. Els homes tenien una renda mediana de 36.442$ mentre que les dones 23.852$. La renda per capita de la població era de 21.008$. Aproximadament el 3,9% de les famílies i el 5,3% de la població estaven per davall del llindar de pobresa.

## Poblacions més properes
El següent diagrama mostra les poblacions més properes.